# 泄伯
洩驾，又作洩伯，春秋时期鄭國大夫。
前718年四月，郑军入侵卫国郊外，来报复前一年東門之戰。卫军带领南燕国军队进攻郑国，郑国的祭足、原繁、洩驾带领三军进攻南燕军的前面，派曼伯和子元悄悄率领制地的军队袭击南燕军之后。南燕军害怕郑国的三军，没有防备从制地来的军队。六月，曼伯和子元在虎牢关击败了南燕军。前716年，陈国与郑国讲和，陈国的五父到郑国参与结盟。十二月初二，他和郑庄公盟誓，歃血的时候心不在焉。洩伯说：“五父一定不免于祸，他不认为结盟是国家之利。”